# Talles Magno
Talles Magno Bacelar Martins (Río de Janeiro, Brasil; 26 de junio de 2002), conocido como Talles Magno o solo Talles, es un futbolista brasileño. Juega de delantero y su equipo actual es el Corinthians.

## Trayectoria
Formado en las inferiores del Vasco da Gama, firmó su primer contrato profesional con el club en diciembre de 2018 a los 16 años y llegó al primer equipo. Debutó el 2 de junio de 2019 en la derrota por 1-0 ante Botafogo.
El 19 de mayo de 2021 fichó por el New York City de la Major League Soccer.

## Selección nacional
En 2018 fue citado por primera vez a la selección sub-17 de Brasil. Fue convocado para jugar la Copa Mundial de Fútbol sub-17 de 2019 en su país.

## Estadísticas
Actualizado al último partido disputado el 22 de junio de 2023.
| Club                               | Div.          | Temporada     | Liga  | Liga  | Estatal | Estatal | Copas nacionales | Copas nacionales | Copas internacionales | Copas internacionales | Total | Total |
| Club                               | Div.          | Temporada     | Part. | Goles | Part.   | Goles   | Part.            | Goles            | Part.                 | Goles                 | Part. | Goles |
| ---------------------------------- | ------------- | ------------- | ----- | ----- | ------- | ------- | ---------------- | ---------------- | --------------------- | --------------------- | ----- | ----- |
| Vasco da Gama · Brasil             | 1.ª           | 2019          | 15    | 2     | 0       | 0       | -                | -                | -                     | -                     | 15    | 2     |
| Vasco da Gama · Brasil             | 1.ª           | 2020          | 34    | 3     | 2       | 0       | 3                | 0                | 5                     | 0                     | 44    | 3     |
| Vasco da Gama · Brasil             | 1.ª           | 2021          | 0     | 0     | 1       | 0       | 1                | 0                | -                     | -                     | 2     | 0     |
| Vasco da Gama · Brasil             | Total club    | Total club    | 49    | 5     | 3       | 0       | 4                | 0                | 5                     | 0                     | 61    | 5     |
| New York City F. C. Estados Unidos | 1.ª           | 2021          | 18    | 3     | -       | -       | -                | -                | -                     | -                     | 18    | 3     |
| New York City F. C. Estados Unidos | 1.ª           | 2022          | 35    | 8     | -       | -       | 3                | 0                | 7                     | 3                     | 45    | 11    |
| New York City F. C. Estados Unidos | 1.ª           | 2023          | 18    | 3     | -       | -       | 1                | 0                | -                     | -                     | 19    | 3     |
| New York City F. C. Estados Unidos | Total club    | Total club    | 71    | 14    | 0       | 0       | 4                | 0                | 7                     | 3                     | 82    | 17    |
| Total carrera                      | Total carrera | Total carrera | 120   | 19    | 3       | 0       | 8                | 0                | 12                    | 3                     | 143   | 22    |